# 業
業（ごう）、業報（ごうほう）、業力（ごうりき）、応報（おうほう）、カルマ（梵: कर्मन् karman）に由来し、行為、所作、意志による身心の活動、意志による身心の生活を意味する語。原義においては単なる行為（action）という意味であり、「良い」「悪い」といった色はなく、暗いニュアンスもない。
インド哲学正統派、および異端派の一部（仏教など）の説では、善または悪の業を作ると、因果の道理によってそれ相応の楽または苦の報い（果報）が生じるとされる。業は果報と対になる語だが、業の果報そのものを業という場合もある。
業の思想はインド発祥の宗教（とりわけヒンドゥー教、仏教、ジャイナ教、シーク教）と道教において、輪廻と強く結びつく概念である これらの多くの説では、善意と善行は良い業と幸福な転生をもたらし、悪意と悪行は悪い業と悪い再生をもたらすとされる（善因善果、悪因悪果）。

## インド哲学
業はインドにおいて、古い時代から重要視された。ヴェーダ時代からウパニシャッド時代にかけて輪廻思想と結びついて展開し、紀元前10世紀から4世紀位までの間にしだいに固定化してきた。

### 異端派と沙門たち
正統派の説に反発する人々はから、従来のバラモン教に所属しない、様々な自由思想家たちがあらわれていた。彼らは高度な瞑想技術を育み、瞑想による体験から様々な思想哲学を生み出し、業、輪廻、宿命、解脱、認識論などの思想が体系化されていった。この中に業の思想も含まれていた。それが沙門とよばれ、釈迦と同時代の哲学者として知られた六師外道と仏教側に呼ばれる人々であった。
ある人は、霊魂と肉体とを相即するものと考え、肉体の滅びる事実から、霊魂もまた滅びるとして無因無業の主張をなし（順世派）、また他の人は霊魂と肉体とを別であるとし、しかも両者ともに永遠不滅の実在と考え、そのような立場から、造るものも、造られるものもないと、全く業を認めないと主張した（アージーヴィカ教）。

### プラブリッティとニヴリッティ
インド哲学の正統派では、業は輪廻転生の思想とセットとして展開した。この輪廻と一体化した業の思想は、因果論として決定論や宿命論のような立場で理解される。インドにおいて業は、プラブリッティ（pravṛtti）という「発展するもの」と、ニヴリッティ（nivṛtti）という「止滅に向かうもの」が区別されており、倫理的見地として、プラブリッティ（「社会生活の維持に不可欠な行為肯定の立場」）とニヴリッティ（「業の束縛を形而上学的な認識によって脱し精神の自由を求める行為否定の立場」）がある。行為否定の立場は業の克服が理想であり、業の克服においては止滅の方向が重視され、涅槃や悟りといった形での輪廻の終焉が目指される。
『マハーバーラタ』では倫理的見地として、「行為肯定の倫理」「厭世主義」「行為否定の倫理」「調和の立場」が示されており、これらは業報の思想に基づいている。『バガヴァッド・ギーター』では、プラブリッティとニヴリッティを同時に成立させる調和の立場が示される。福田槙子は、「厭離（業を離れること）と平静（既に業を離れた境地）の二観念を土台とした行為の実行」が『バガヴァッド・ギーター』の調和の立場の倫理構造であると述べている。本作では、万物の物質的な根源から生じる三つのグナ、トリ・グナが人間の精神を束縛し、人を善悪の行為に駆り立てる因であるとされ、ヨーガ（心統一）はグナの影響を断ち業を離れた境地に至る補助となる。

## 仏教
仏教はすべての結果について「偶然による事物の発生」「（原因なく）事物が突然、生じること」「神による創造」などを否定し、その原因を説く。業は果報（報い、果熟）を生じる因となるので、業のことを業因や因業ともいう。釈迦は業に基づいた理論にて、バラモン教が説く生まれによるカースト制を否定した。

Na jaccā brāhmaṇo hoti na jaccā hoti abrāhmaṇo Kammanā brāhmaṇo hoti kammanā hoti abrāhmaṇo.
人は生まれによってバラモンとなるのではなく、生まれによって非バラモンとなるのではない。

業によってバラモンとなるのであり、業によって非バラモンとなるのである。
—パーリ仏典,  スッタニパータ 653, Sri Lanka Tripitaka Project
業による報いを業果（Karmaphala）や業報という。業によって報いを受けることを業感といい、業による苦である報いを業苦という。過去世に造った業を宿業または前業といい、宿業による災いを業厄という。宿業による脱れることのできない重い病気を業病という。自分の造った業の報いは自分が受けなければならないことを自業自得という。

Kammasakkā māṇava, sattā kammadāyādā kammayoni kammabandhu kammapaṭisaraṇā. Kammaṃ satte vibhajati yadidaṃ hīnappaṇītatāyāti.
青年（スバ）よ、衆生は、業を自分のものとし、業を相続し、業を胎とし、業を親族とし、業をよりどころとする。業が衆生を分類し、優劣をつける。
—パーリ仏典, 中部134, 小業分別経, Sri Lanka Tripitaka Project
- 自分のもの（sakkā）- 死によって失われるものではなく、来世についてくる所有物[14]。
- 相続する（dāyādā）- 身・口・意の三業から引き継がれる[14]。
- 生まれる（yoni）- 生命を生み出すのは、自ら行った行為からで、すべて業より生まれる[14]。
- 切り離せない（bandhu）- 生命は業との繋がりを切ることはできない[14]。
- よりどころとする（paṭisaraṇā）- 生命のよりどころである[14]。
- 優劣をつける（satte vibhajati yadidaṃ hīnappaṇītatāyāti） - 生命に優劣をつける要素の一つである[14]。

仏教学者の佐々木閑は、阿含経典(二カーヤ)、アビダルマ哲学から読み取れる初期仏教における業の基本原則を次のようにまとめている。

1. 人が行った善悪の行為は、すべてが漏れなく記録されていく。
2. 記録された善悪の行為は、業という潜在的エネルギーとなって保存され、いつか必ず、なんらかのかたちで、当の本人にその果をもたらす。
3. 業のエネルギーがその果をもたらす場合、それがどのようなかたちでもたらされるかは予測不可能であり、原因となる善悪の行為から、その結果を推測することはできない。

次の2点は、上記の基本原則の補足である。

- 原因となる行為を行った順番と、その結果が現れる順番は対応していない。①②③④⑤という順番で行った行為の結果が、④③①⑤②の順で現れることもあるということである。したがって結果の現れ方から、その原因となった行為を推定することはできない。
- 善い行いと悪い行いを相殺して、エネルギーをゼロにすることはできない。善い行いの業を100、悪い行いの業を100背負った者は、100回の楽と100回の苦を受けることになる。両者を足してプラスマイナスゼロにはできないということである。

釈迦は当時の世俗的な幸福の概念を全否定し、生死の繰り返しは苦そのものであり、真の安楽とは輪廻から逃れることだと考え、輪廻の原動力である業を生み出さない状態になることが必要であると考えた。生命の本質である生きようとする欲望・希望が人間に強い意思作用を生じさせ、それが業を生み、業が輪廻を発動するため、釈迦は生きようとする欲望・希望から生じる意思作用を継続的なトレーニングで抑制し、幸福のために行動したいという思いを捨て、心を善悪の意思を離れた中立状態に維持することで、業が生じない境地になることを得て、この教えとトレーニングの実践方法を望む人々に教え、実践し正しく伝授するための場として仏教集団、サンガ（僧伽）が形成された。なお、世俗的な幸福を全否定し輪廻からの離脱を目指す仏教の世界観は一般的に見て特異なものであり、仏教は最初から「一部の、理解できる人たちだけのための特殊な教え」であり、自分たちの価値観に全ての人が受け入れるべき普遍性があるとは考えておらず、サンガという特殊な一部だけのものだという自覚を持っていた。
人間は自らの行いの結果として良い境涯や苦しい境涯に生まれ変わり、五道（後に六道）を永遠に巡るという業と輪廻の世界観は、釈迦が生きた当時のインドにおいては一般的なものであり、世俗においては、良い境遇に生まれ変わるため、幸福になるための善業、一種の投資として他者への布施が積極的に行われた。仏教の在家信者とは、サンガの修行者たちを崇高な目的に邁進する優れた境涯の人々と考え、彼らをすぐれた果報が期待できる最良の布施の対象とみなした人々であり、輪廻からの離脱を目指すサンガの修行者と善業の果報を期待する在家信者は、人生の目的が異なるがゆえに、生きる糧と果報を相互に与え・受け取るギブアンドテイクの関係にあった。

### 分類
仏教における業は、様々に分類される。ここでは主に部派仏教ないし上座部仏教の諸経典に基づいて記す。中観派、密教等の大乗諸宗派では教義における比重、意味合いが異なる可能性に注意すること。

#### 三業
Cetanāhaṃ bhikkhave kammaṃ vadāmi, cetayitvā kammaṃ karoti kāyena vācāya manasā,
比丘たちよ、意思（cetanā）が業（kamma）である、と私は説く。

思って（cetanā）から、身体（kāya）・言語（vāk）・意（manas）によって業をなす。
—パーリ仏典, 増支部六集 63.洞察経, Sri Lanka Tripitaka Project
業は一般に、身（しん）・口（く、もしくは語）・意（い）の三業（さんごう）に分けられる。戒においても十悪業として、三業に分類して説かれる。
- 身業（しんごう, 梵: kāya-karman[20]、カーヤ・カルマン） - 身体に関わる行為[21]。身体的行為[20]。
  - 説一切有部においては、身業とは、その行為・動作をする瞬間瞬間に身体が示す形状であるとする[22]。たとえば、人を打つという行為は、映画のフィルムの１こま１こまの画面の変化のように、こぶしを振り上げてそれを相手の頭上に振り下ろすという過程の瞬間瞬間に、身体の形状が少しずつ変化していくことによって完遂される[22]。その各瞬間の身体の形状、すなわち色法（眼識の対象）こそが身業であるとする[22]。
  - 十悪業においては、身の三業は殺生（せっしょう）・偸盗（ちゅうとう;盗み）・邪淫（じゃいん;不倫、道に外れた性行為[23]）となる[24]。
- 口業（くごう, 梵: vāk-karman[20]、ヴァーク・カルマン） - 言語に関わる行為[21]。言語表現[20]。語業（ごごう, 梵: vāk-karman[25]、ヴァーク・カルマン）ともいう[26]。
  - 説一切有部においては、一瞬一瞬に発音される声音の積み重なりが言語をなすのだから、声法（耳識の対象）こそが口業であるとする[22]。
  - 十悪業においては、口の四業は妄語（もうご; 嘘をつく）・両舌（りょうぜつ; 二枚舌を使う）・悪口（あっく; 悪口を言う）・綺語（きご; 無益なおしゃべり）となる[24]。
- 意業（いごう, 梵: manas-karman[20]、マナス・カルマン） - 意志に関わる行為[21]。心意作用[20]。
  - 十悪業においては、意の三業は貪欲（貪り）・瞋恚（怒り）・愚痴（愚かさ）となる[24]。

#### 思業と思已業
Manopubbaṅgamā dhammā manoseṭṭhā manomayā 

Manasā ce paduṭṭhena bhāsati vā karoti vā Tato naṃ dukkhamanveti cakkaṃ'va vahato padaṃ.
ものごと（諸法）は、意（manas）が先行し、意が最大の原因であり、意をもとに作りだされる（＝意業）。

もしも、けがれた意によって、話したり（＝語業）、行動するならば（＝身業）、苦しみがついてくる。 荷を運ぶ牛の足跡に車輪が従うように。
—パーリ仏典,  法句経 第一章 1, Sri Lanka Tripitaka Project
業は、意志の活動である思業（しごう, cetana kamma）と、思業が終わってからなされる思已業（しいごう, cetayitva kamma）との2つに分けられる。
説一切有部の阿毘達磨大毘婆沙論では、第一段階を意業（思業）とし、第二段階は身業・口業のみ（思已業）とした。
一方で阿含経では、行為が行われる場合は、第一段階：思（cetanā; 意志の発動）の心作用、第二段階：実際の行為（身業・口業・意業）があるとしている。ここでは、（第二段階の意業だけでなく）、第一段階の思をも業のなかに含めて理解している。そればかりでなく、第一段階こそが業の本質的なものだとして重要視している。
なお、経量部や大乗仏教は、三業すべての本体を思（意志）であるとする。

#### 表業と無表業
説一切有部は、身業と語業には表（ひょう）と無表（むひょう; 梵: avijñapti、アヴィジュニャプティ）とがあるとし、これらは表業（ひょうごう; 梵: vijñapti-karman、ヴィジュニャプティ・カルマン）と無表業（むひょうごう; 梵: avijñapti-karman、アヴィジュニャプティ・カルマン）ともいわれる。表業は、「知らしめる行為」、外に表現されて他人に示すことができるもの、行為者の外面に現われ他から認知されるような行為を意味する。無表業は、他人に示すことのできないもの、善悪の業によって発得される悪と善を防止する功能（習性）、行為者の内面に潜み他から認知されないような行為を意味する。また、無表業は無表色（むひょうしき、梵: avijñapti-rūpa）ともいう。
阿毘達磨倶舎論において、業を起こした時の心が善心ならそれと異なる不善あるいは無記の心を乱心といい、業を起こした時の心が不善心ならそれと異なる善あるいは無記の心を乱心という。また、無想定や滅尽定に入って心の生起が全くなくなった状態を無心という。この上で無表色は、 阿毘達磨倶舎論 の分別界品第一においては、これらの「乱心と無心等（この2つに不乱心および有心を含めた4つを四心という。著者の世親はこれによって全ての心の状態を示し得たと考えている。）の者にも随流(法が連続生起して絶えない流れをなすこと。なお、随流は相続(梵: pravāha)ともいう。)であって、浄や不浄にして、大種(四大種)によってあるもの」と定義されている。分別界品第一の定義は四分随流ともいう。なお、無表色は四大種の所造であるが極微の所成ではない。また、法処、法界に属しながら色法であり、五根の対象とはならず、ただ意根の対象である。
無表業とは、説一切有部の伝統的解釈によれば「悪もしくは善の行為を妨げる習性」で、具体的には律儀、不律儀、非律儀不律儀の三種であり(これは阿毘達磨倶舎論の分別業品第四の所説であり、この所説が無表業全体を解明しているという考え方がある 。)、いわゆる「戒体」と同じものである。
また、無表色は身無表と語無表の二種に分けられ、殺生、偸盗、邪淫の三つの身業と妄語、綺語、離間語、悪口の四つの語業を合わせた七支に関わるものである。明治大正期より、近代仏教学者によって経部の種子説との混同や、大乗仏教の立場から有部の無表業を誤謬として規定したり、「仏教元来の無表」を想定することによって、無表色を「業の結果を生ぜしめるもの」とする理解が流行したが、文献学的に論証されたものではなく、根拠に乏しい。
身表と身無表、語表と語無表の四つに意業を加えて五業という。

#### 引業と満業
総体としての一生の果報を引く業を引業（牽引業、総報業、引因とも）という。これは人間界とか畜生界などに生まれさせる強い力のある業のことを指す。他方、人間界などに生まれたものに対して個々の区別を与えて個体を完成させる業を満業という。引業と満業の2つを総別二業という。

#### 共業と不共業
山河大地（器世間）のような、多くの生物に共通する果報をひきおこす業を共業（ぐうごう）といい、個々の生物に固有な果報をひきおこす業を不共業（ふぐうごう）という。無著「大乗阿毘達磨集論」においては、共業による影響は、これを結果に対する増上縁 (adhipati-pratyaya) と考え、直接的な結果、すなわち異熟 (vipāka) とは考えない。

#### 三性業
善心によって起こる善業（安穏業）と、悪心によって起こる不善業（悪業、不安穏業とも）と、善悪のいずれでもない無記心によって起こる無記業の3つがあり、この3つを三性業という。

#### 三時業
業によって果報を受ける時期に異なりがあるので、業を下記の3つに分ける。この3つを三時業という。三時業の各々は、この世で造った業の報いを受ける時期がそれぞれ異なる。
- 順現業（順現法受業、じゅんげんぽうじゅごう[要出典]、dṛṣṭadharma-vedanīya-karman[44]） - この世で造った業の報いを、この世で受ける[2]。
- 順生業（順次生受業、じゅんじしょうじゅごう[要出典]、upapadya-vedanīya-karman[45]） - この世で造った業の報いを、次に生まれかわった世で受ける[2]。
- 順後業（順後次受業、じゅんごじじゅごう[要出典]、aparaparyāya-vedanīya-karman[46]） - この世で造った業の報いを、次の来世より先の世で受ける[2]。

三時業は報いを受ける時期が定まっているので定業といい、報いを受ける時期が定まらないものを不定業（順不定業、梵: aniyata-karman）という。三時業に不定業を加えて四業という。

### 業因と業果との関係
善悪の業を造ると、それによって楽や苦の報い（果報、果熟）が生じることを、業因によって業果（Karmaphala）が生じるという。この業因と業果との関係について諸説がある。
説一切有部は、業そのものは三世に実在するとし、業が現在あるときにはそれが因となっていかなる未来の果を引くかが決定し、業が過去に落ちていってから果に力を与えて果を現在に引き出すとする。
経量部は、業は瞬間に滅び去るとするが、その業は果を生じる種子（しゅうじ）を識の上にうえつけ、その種子が果をひきおこすことになるとする。

### 業道
業がそこにおいてはたらくよりどころとなるもの、あるいは、有情を苦楽の果報に導く通路となるものを業道という。業道には十善業道と十悪業道の2つがある。

### 業識、業障
業識（ごっしき）とは、業を縁として生じた識、または無明のために動かされた識のこと。業障（ごっしょう）とは、業の障りのことを指し、業識障（ごっしきしょう）ともいう。善業および悪業を含む前世からの宿業により様々に生まれつくこと。また、業識性（ごっしきしょう）は、惜しい・欲しい・憎い・可愛いという煩悩妄想を指す。

### 仏典や宗派ごとの扱い

#### パーリ経典
大四十経においては釈迦は八正道を説き、十事正見として、果報の否定を「邪見」と断じている。阿毘達磨発智論においても五悪見のひとつとして排している。

#### 阿毘達磨
『総合仏教大辞典(1988)』によれば、阿毘達磨では、十二支縁起の第十支の「有」は業を意味するものと解釈されている。これを業有という。

#### 浄土教
一般に、念仏して阿弥陀仏の浄土に往生しようと願うことを浄業という。

## 西洋
西洋では、ドイツの思想家ゴットホルト・エフライム・レッシング（1729年 - 1781年）の時代から、生まれ変わって人生を繰り返すことによる学びを通し個人が段階的に完成するという、東洋よりはるかに楽観的な転生思想が唱えられてきた。

### 心霊主義
フランス人アラン・カルデック19世紀に創始した心霊主義のキリスト教スピリティズム(カルデシズム）では、転生が信じられており、神から与えられた自由意思によって、転生する間に過ちを起こしてカルマを形成し、この負債であるカルマによって、その人に災いが起こると考えられた。人間の苦しみの原因は自らが過去生で蓄積した負債であり、地上の生はこの負債の返済のためにある。また人生の苦しみは神の恩寵でもあり、苦しみを通じて負債が軽減されることは神の期待に沿うことであり、苦しみを乗り越えることは大きな栄光であると考えられている。スピリティズムにおいて、自由意思は負債の原因であると同時に救いを可能にするものであり、個人が救済されるか否かは全て個人の自由意思次第であり、救いは慈善活動、他者救済のみによって可能となる。
エドガー・ケイシー(後述）と同時代には、心霊主義の霊媒モーリス・バーバネルがおり、彼に憑依した霊であるという「シルバー・バーチ」という人格によると、転生とは償いや罰が問題ではなく、進化のためにあり、「業という借金」は「教訓を学ぶための大切な手段」であるとされ、懲罰的な意味合いは中心から外されているか、完全になくなっている。

### 神智学
19世紀に近代神智学を創始したロシア人オカルティストのヘレナ・P・ブラヴァツキーは転生説を説いたが、輪廻転生説というものの中核はカルマ論であるとし、それを「全存在を貫く不可侵の法則」であるとした。身体的な進化のベースに霊的な進化があると主張し、人間は転生の繰り返しを通して神性の輝きに向かって進化するもので、連続する生はカルマの法則によって統括されていると考えた。ヨーロッパにインドの輪廻説に似た転生説がなかったわけではなく、古代ギリシアのピタゴラスや中世のカタリ派、フランスの心霊主義者カルデック等が転生説を説いたと言われるが、ブラヴァツキーは、こうしたヨーロッパの転生説はカルマ論が欠けているため、「科学的真理」としては不十分であるとみなしている。
インド・イラン学研究者の岡田明憲は、カルマ論は、神智学とインド思想の違いを示す好例であると述べている。彼女が言うカルマの法則は、善業善果（良い事をすれば良い結果となる）、悪業悪果（悪いことをすれば悪い結果となる）の因果応報の理で、この理に従って世の不正は正され社会は進歩し、人間は神へと進化していくのだという。神智学のカルマの法則は、この「神への進化」という目的論と不可分であるとされ、岡田明憲によると、止滅の方向が重視されるインドのカルマ論とは別物である。インドにはそもそも進化という発想はなく、インドの業（カルマ）の理論では、根元への帰還は神智学が言うような進化・発展とは逆に、涅槃や悟りという止滅の方向が重視される。インドの輪廻・業の理論では、人間は生まれ変わって虫になることもあるが、神智学ではこうした考えは否定されており、岡田明憲は、近代ヨーロッパの大きな特徴であるチャールズ・ダーウィンの進化論の影響と、伝統的なキリスト教的終末観に基づく目的論的歴史意識が見られると指摘している。岡田明憲は、神智学はヨーロッパの限界を超えようとし、キリスト教を批判したが、その思想はヨーロッパ的・近代ヨーロッパ的な意識を脱し得ていないと評している。

### ニューエイジ
近代神智学から直接生まれ変わりの思想を受け継いだニューエイジでは、転生やカルマが信じられている。津城寛文によると、ニューエイジを一般に広めた女優のシャーリー・マクレーンなどの「スピリチュアルな」重要人物たちは、心霊診断家のエドガー・ケイシーを最大の権威として参照しており、ケイシーは現代アメリカの転生思想に最も大きな影響がある。催眠状態のケイシーが語る「リーディング」で伝えた原則的な教訓は、「蒔いたものは刈り取らねばならない」という新約聖書の言葉を標語にするもので、死後も存在が続くと意識することによって生じる内面の正義を目的とする倫理である。リーディングでは、カルマという用語で説明された。ヒンドゥー教から用語を借りつつも、キリスト教内部に元々あった教えであることが暗に示されている。ケイシーの教えには、カルマを活用することで生まれ変わりの機会を改善するという志向がある。リーディングには、割り当てられた問題を今生で解決し、もう地球に転生しないかもしれないというごく少数の事例もあり、彼らは死後より高次の惑星に移行するとされている。ケイシーはアトランティス大陸滅亡を歴史的事実として語り、その時のカルマにより現代社会の滅亡が近いという終末論を唱えた。
ニューエイジの「カルマの法則」は、原因と結果に関する宇宙の法則、互いに結びつき道徳的な均衡へと向かう宇宙の傾向の一部であり、しばしば道徳的な意味で宇宙の進化と同じと考えられた。悪や苦しみは幻影であるとされ、カルマは悪や苦しみとは無関係の概念になっている。今の人生の課題は前世のカルマによって決められているという考え方は、生きる指針を見失い喪失感に苦しむ現代アメリカ人たちから、広い支持を得た。